# Bàsquet Manresa 2005-2006
Questa voce raccoglie le informazioni riguardanti il Bàsquet Manresa nelle competizioni ufficiali della stagione 2005-2006.

## Stagione
La stagione 2005-2006 del Bàsquet Manresa è la 34ª nel massimo campionato spagnolo di pallacanestro, la Liga ACB.
All'inizio della nuova stagione la Federazione decise di abolire la distinzione riguardo ai giocatori comunitari, estendendo la classificazione a tutti i Paesi appartenenti alla FIBA Europe.

## Roster
Aggiornato al 8 luglio 2022.
| Ricoh Manresa 2005-06 | Ricoh Manresa 2005-06 |
| Giocatori             | Staff tecnico         |
| --------------------- | --------------------- |

| N. | Naz.                   | Ruolo | Nome             | Anno | Alt.   | Peso   |  |
| -- | ---------------------- | ----- | ---------------- | ---- | ------ | ------ |  |
| 4  | Spagna (bandiera)      | P     | Albert Oliver    | 1978 | 187 cm | 84 kg  |  |
| 5  | Spagna (bandiera)      | G     | Rafael Martínez  | 1982 | 190 cm | 82 kg  |  |
| 6  | Ungheria (bandiera)    | C     | Márton Báder     | 1980 | 212 cm | 102 kg |  |
| 8  | Spagna (bandiera)      | G     | Ferran Laviña    | 1977 | 192 cm |        |  |
| 9  | Spagna (bandiera)      | PG    | Sergio Llull     | 1987 | 190 cm | 80 kg  |  |
| 11 | Stati Uniti (bandiera) | AG    | Rodney White     | 1980 | 206 cm | 105 kg |  |
| 12 | Spagna (bandiera)      | AP    | Diego Sánchez    | 1978 | 198 cm | 95 kg  |  |
| 13 | Stati Uniti (bandiera) | AC    | Philip Ricci     | 1980 | 201 cm | 110 kg |  |
| 14 | Spagna (bandiera)      | C     | Eduard Riu       | 1982 | 202 cm |        |  |
| 16 | Spagna (bandiera)      | AC    | Guillem Rubio    | 1982 | 202 cm | 101 kg |  |
| 23 | Spagna (bandiera)      | G     | David Navarro    | 1983 | 186 cm | 80 kg  |  |
| 33 | Slovenia (bandiera)    | AG    | Marko Maravič    | 1979 | 203 cm | 95 kg  |  |
| 45 | Stati Uniti (bandiera) | AC    | Andrae Patterson | 1975 | 206 cm | 108 kg |  |

| Allenatore                                                                                            |
| - Xavier García (fino al 23 gennaio) - Óscar Quintana (dal 24 gennaio)                                |
| Assistente/i                                                                                          |
| - Jaume Ponsarnau - Aleix Duran (dal 24 gennaio) Legenda - (C) Capitano - (IN) Inattivo - Infortunato |

## Mercato

### Sessione estiva
| Acquisti | Acquisti         | Acquisti          | Acquisti   | Acquisti |
| R.a      | Nome             | da                | Modalità   |          |
| -------- | ---------------- | ----------------- | ---------- | -------- |
| AP       | Diego Sánchez    | Tenerife          | definitivo |          |
| AC       | Andrae Patterson | Estudiantes       | definitivo |          |
| AG       | Marko Maravič    | Olimpia Milano    | definitivo |          |
| G        | David Navarro    | Rosalía de Castro | definitivo |          |

| Cessioni | Cessioni           | Cessioni         | Cessioni       | Cessioni |
| R.       | Nome               | a                | Modalità       |          |
| -------- | ------------------ | ---------------- | -------------- | -------- |
| AG       | Harper Williams    | Gran Canaria     | fine contratto |          |
| AG       | José Ramón Esmorís | San Sebastián    | fine contratto |          |
| G        | Juan Espil         | Tenerife         | fine contratto |          |
| A        | Cèsar Bravo        | Ciudad de Huelva | fine contratto |          |
| AP       | Danny Miller       | Free agent       | fine contratto |          |
| AG       | Miquel Feliu       | L'Hospitalet     | prestito       |          |

### Dopo l'inizio della stagione
| Acquisti | Acquisti     | Acquisti   | Acquisti       | Acquisti   |
| R.       | Nome         | da         | Data           | Modalità   |
| -------- | ------------ | ---------- | -------------- | ---------- |
| C        | Márton Báder | Free agent | 5 gennaio 2006 | definitivo |
| AG       | Rodney White | Free agent | 5 gennaio 2006 | definitivo |

| Cessioni | Cessioni         | Cessioni          | Cessioni      | Cessioni    |
| R.       | Nome             | a                 | Data          | Modalità    |
| -------- | ---------------- | ----------------- | ------------- | ----------- |
| AC       | Andrae Patterson | Zara              | gennaio 2006  | rescissione |
| G        | David Navarro    | Rosalía de Castro | febbraio 2006 | rescissione |